# Chuni Goswami
Chuni Goswami (15. januar 1938 - 30. april 2020) je bil indijski profesionalni nogometaš, ki je igral kot napadalec ali krilo, vodil je tako klub Mohun Bagan kot indijsko reprezentanco. Je nekdanji šerif iz Kolkate. Popularno znan kot Chuni Goswami, je v 30 mednarodnih nastopih dosegel devet golov. Bil je olimpijec, zastopal je indijsko reprezentanco na poletnih olimpijskih igrah 1960. Prav tako je vodil ekipo, da je dosegla zlato medaljo na azijskih igrah 1962 in si prislužila mesto podprvaka na azijskem pokalu AFC 1964.
Igral je tudi kriket prvega razreda, ki je za Bengal igral Ranji Trophy. Svojo ekipo je vodil v finalu turnirja v letih 1971–72.
Chuni Goswami je v svoji klubski karieri kljub številnim ponudbam drugih klubov, vključno s ponudbo iz Tottenhama iz Hotspurja, odlikoval, da je igral za en klub Mohun Bagan.

## Klubska kariera
Goswami se je pridružil Mohun Bagan Junior Teamu leta 1946 v starosti 8 let. Bil je del mladinske ekipe do leta 1954, nato pa je napredoval v starejšo ekipi Mohun Bagan. Še naprej je igral za Mohun Bagan do upokojitve leta 1968. Med bivanjem v klubu je vodil klub v petih sezonah od 1960 do 1964.

## Mednarodna kariera
Chuni Goswami je v Indiji prvič debitiral leta 1956 med moštveno zmago nad Kitajsko olimpijsko reprezentanco z 1: 0. V nadaljevanju je za Indijo igral na 50 mednarodnih tekmah, med drugim na olimpijskih igrah, azijskih igrah, azijskem pokalu in pokalu Merdeka. Indija je leta 1962 osvojila  zlato medaljo na Azijskih igrah in srebro v Azijskem pokalu leta 1964 v Tel Avivu in v pokalu Merdeka.

## Mednarodna reprezentančna statistika
Nadaljnje informacije: Indijska nogometna reprezentanca rezultati
Chuni Goswami je igral na 30 mednarodnih tekmah FIFA. Za A reprezentanco je zadel 9 golov.
| Leto   | Tekme | Goli |
| ------ | ----- | ---- |
| 1958   | 5     | 2    |
| 1959   | 6     | 1    |
| 1960   | 3     | 0    |
| 1961   | 3     | 0    |
| 1962   | 5     | 3    |
| 1964   | 8     | 3    |
| Skupaj | 30    | 9    |

## Mednarodni goli
| Datum            | Prizorišča                        | Nasprotnik    | Rezultat | Tekmovanje                       | Goli |
| ---------------- | --------------------------------- | ------------- | -------- | -------------------------------- | ---- |
| 26.maj 1958      | Korakuen Velodrome, Tokyo         | Burma         | 3-2      | 1958 Asian Games                 | 1    |
| 30. maj 1958     | Tokyo Football Stadium, Tokyo     | Hongkong      | 5-2      | 1958 Asian Games                 | 1    |
| 11.december 1959 | Maharaja's College Stadium, Kochi | Iran          | 3-1      | 1960 AFC Asian Cup kvalifikacije | 1    |
| 28.avgust 1962   | Senayan Stadium, Jakarta          | Thailand      | 4-1      | 1962 Asian Games                 | 1    |
| 1.september 1962 | Senayan Stadium, Jakarta          | South Vietnam | 3-2      | 1962 Asian Games                 | 2    |
| 2.junij 1962     | Bloomfield Stadium, Jaffa         | Hongkong      | 3-1      | 1964 AFC Asian Cup               | 1    |
| 27. avgust 1964  | Kuala Lumpur, Malaya              | Cambodia      | 4-0      | 1964 Merdeka Tournament          | 1    |
| 29.avgust 1964   | Kuala Lumpur, Malaya              | Thailand      | 2-1      | 1964 Merdeka Tournament          | 1    |

## Kriket kariera
Chuni Goswami je prvič debitiral za Bengal v pokalu Ranji v sezoni 1962–63. Bil je desničar. Po upokojitvi iz nogometa se je Goswami v celoti osredotočil na igranje kriketa za Zahodno Bengalijo. Nastopil je v dveh finalih pokala Ranji, vsakič je izgubil proti Mumbaiju. V finalu 1968–69 je dosegel 96 in 84; a stoletje Ajita Wadekarja je Mumbaju pomagalo zmagati pri vodstvu v prvih menjavah. Pozneje je vodil bengalsko kriket moštvo do finala Ranji Trophy leta 1972, ki so ga izgubili proti Mumbaiju, za katerega sta igrala Gavaskar in Shivalkar. Igral je za ekipo Combined East in Central Zone decembra 1966 na gostovanju pri West Indies, Chuni Goswami je na tekmi zadel 8 vratnic, saj je njegova ekipa presenetljivo premagala. V svoji kriketni karieri, ki se je raztezala vse do sezone 1972–73, je odigral 46 tekem v prvem razredu, dosegel 1.592 tekov z enim stoletjem in sedmimi petdesetimi leti ter vzel 47 vratnic.

## Smrt
Goswami je umrl 30. aprila 2020 v starosti 82 let v Kolkati po dolgotrajni bolezni. V zadnjih nekaj mesecih je Goswami trpel za osnovnimi boleznimi s sladkorno boleznijo, okužbo prostate in nevrološkimi težavami. Njegova družina je potrdila, da je bil Goswami sprejet v mestno bolnišnico v začetku dneva in umrl ob 17. uri po srčnem zastoju.

## Nagrade
Goswami je med igralsko kariero in po upokojitvi osvojil številne nagrade za svoj prispevek k indijskemu nogometu. Glavne nagrade, ki jih je osvojil, so:
- 1962 Nagrada za najboljšega napadalca Azije
- Nagrada Arjuna iz leta 1963
- 1983 Nagrada Padma Shri
- 2005 Mohun Bagan Ratna